# Espinhel
Espinhel era una freguesia portuguesa del municipi d'Águeda, amb una superfície de 12,39 km² i 2.482 habitants (2011). La seva densitat de població era de 200,3 habitants/km².
Va ser la seu d’una parròquia extingida (agregada), el 2013, com a part d’una reforma administrativa nacional, que s'havia afegit a la parròquia de Recardães, per formar una nova parròquia anomenada Recardães e Espinhel.